# Crissé
Crissé és un municipi francès situat al departament del Sarthe i a la regió de País del Loira. L'any 2007 tenia 528 habitants.

## Demografia

### Població
El 2007 la població de fet de Crissé era de 528 persones. Hi havia 201 famílies de les quals 46 eren unipersonals (23 homes vivint sols i 23 dones vivint soles), 62 parelles sense fills, 81 parelles amb fills i 12 famílies monoparentals amb fills.
La població ha evolucionat segons el següent gràfic:
Habitants censats

### Habitatges
El 2007 hi havia 279 habitatges, 211 eren l'habitatge principal de la família, 22 eren segones residències i 46 estaven desocupats. 274 eren cases i 5 eren apartaments. Dels 211 habitatges principals, 155 estaven ocupats pels seus propietaris, 53 estaven llogats i ocupats pels llogaters i 3 estaven cedits a títol gratuït; 1 tenia una cambra, 19 en tenien dues, 40 en tenien tres, 56 en tenien quatre i 95 en tenien cinc o més. 150 habitatges disposaven pel capbaix d'una plaça de pàrquing. A 94 habitatges hi havia un automòbil i a 103 n'hi havia dos o més.

### Piràmide de població
La piràmide de població per edats i sexe el 2009 era:
| Homes | Edats   | Dones |
| ----- | ------- | ----- |
| 0     | 95 o +  | 0     |
| 4     | 90 a 94 | 8     |
| 0     | 85 a 89 | 8     |
| 4     | 80 a 84 | 8     |
| 16    | 75 a 79 | 8     |
| 20    | 70 a 74 | 16    |
| 8     | 65 a 69 | 20    |
| 0     | 60 a 64 | 4     |
| 4     | 55 a 59 | 0     |
| 36    | 50 a 54 | 20    |
| 4     | 45 a 49 | 8     |
| 12    | 40 a 44 | 16    |
| 8     | 35 a 39 | 12    |
| 36    | 30 a 34 | 12    |
| 20    | 25 a 29 | 16    |
| 0     | 20 a 24 | 12    |
| 16    | 15 a 19 | 4     |
| 8     | 10 a 14 | 8     |
| 8     | 5 a 9   | 20    |
| 16    | 0 a 4   | 12    |

## Economia
El 2007 la població en edat de treballar era de 305 persones, 226 eren actives i 79 eren inactives. De les 226 persones actives 199 estaven ocupades (110 homes i 89 dones) i 28 estaven aturades (12 homes i 16 dones). De les 79 persones inactives 40 estaven jubilades, 19 estaven estudiant i 20 estaven classificades com a «altres inactius».

### Ingressos
El 2009 a Crissé hi havia 225 unitats fiscals que integraven 563,5 persones, la mediana anual d'ingressos fiscals per persona era de 14.974 €.

### Activitats econòmiques
Dels 8 establiments que hi havia el 2007, 1 era d'una empresa alimentària, 3 d'empreses de construcció, 2 d'empreses de serveis, 1 d'una entitat de l'administració pública i 1 d'una empresa classificada com a «altres activitats de serveis».
Dels 3 establiments de servei als particulars que hi havia el 2009, 1 era una fusteria, 1 electricista i 1 perruqueria.
L'únic establiment comercial que hi havia el 2009 era una carnisseria.
L'any 2000 a Crissé hi havia 37 explotacions agrícoles que ocupaven un total de 1.898 hectàrees.

## Equipaments sanitaris i escolars
El 2009 hi havia una escola elemental integrada dins d'un grup escolar amb les comunes properes formant una escola dispersa.

## Poblacions més properes
El següent diagrama mostra les poblacions més properes.